# Humerilabus intermedius
Humerilabus intermedius es una especie de coleóptero de la familia Attelabidae.

## Distribución geográfica
Habita en Java en (Indonesia) y Sarawak en  (Malasia).